# Franks Casket
Franks Casket (= Franksskrinet) eller Auzon Casket (= skrinet fra Auzon) er et relikvieskrin fremstillet af hvalben, og måler 23 x 18,5 x 1,5 cm. Skrinet er ristet med runer og anslås at være fremstillet ca. 700-850 e.Kr. Skrinet opbevares i dag på British Museum. Skrinet er et angelsaksiskt arbejde, og opkaldt efter Sir Augustus W. Franks, der donerede skrinet til British Museum, efter at have købt det i 1857. Skrinet blev fundet i Auzon i nærheden af Clermont-Ferrand i Frankrig. Ved det oprindelige fund var skrinet uden den højre kortside. Den højre side blev dog fundet i 1890 i Italien, hvor den nu opbevares på Museum Bargello i Firenze.
Billederne på skrinet illustrerer scener fra Vølundkvadet, men også myten om Romulus og Remus, samt de hellige tre konger (med ordet mægi indridset over kongerne) og kejser Titus' erobring af Jerusalem. Billedscenen på den højre kortside har ikke kunnet tolkes med samme sikkerhed. Hovedindskriften er en gåde om materialet, skrinet blev lavet af, og viser til den strandede hval.

## Galleri
- Frontpanel
- Venstre panel
- Bagerste panel
- Højre panel
- Låg
- Bagside og låg